# Нижний Каракитан
Ни́жний Каракита́н (тат. Түбән Каракитә) — село в Дрожжановском районе Республики Татарстан, административный центр Марсовского сельского поселения.

## География
Село находится на границе с Чувашской Республикой, в 21 километре к западу от села Старое Дрожжаное.

## История
Село известно с 1653–1654 годов. По одной из версий, основано в период Казанского ханства.
В XVIII — первой половине XIX веков жители относились к категории государственных крестьян (выполняли лашманскую повинность). Занимались земледелием, разведением скота, было распространено отходничество на шахты, фабрики и заводы, сезонные сельскохозяйственные работы.
В «Списке населенных мест по сведениям 1859 года», изданном в 1863 году, населённый пункт упомянут как лашманская деревня Нижние Каракитаны 1-го стана Буинского уезда Симбирской губернии. Располагалась на правом берегу реки Бездны, по левую сторону коммерческого тракта из Буинска в Алатырь, в 72 верстах от уездного города Буинска и в 35 верстах от становой квартиры во владельческой деревне Малая Цыльна. В деревне в 66 дворах жили 724 человека (370 мужчин и 354 женщины). Была мечеть.
В начале XX века в селе функционировали мечеть, медресе, 5 торгово-промышленных заведений. В этот период земельный надел сельской общины составлял 1664,1 десятины.
В июне 1906 года в селе состоялись выступления местных крестьян из-за разногласий с жителями села Верхний Каракитан по поводу перераспределения земли.
В 1930 году в селе организован колхоз «Красный партизан», с 2011 года — ООО «Ак Барс Дрожжаное».
До 1920 года село входило в Мочалеевскую волость Буинского уезда Симбирской губернии. С 1920 года в составе Буинского кантона ТАССР. С 10 августа 1930 года в Дрожжановском, с 1 февраля 1963 года в Буинском, с 30 декабря 1966 года в Дрожжановском районах.

## Население
| 1859 | 1897 | 1913 | 1920 | 1926 | 1938 | 1949 | 1958 | 1970 | 1979 | 1989 | 2002 | 2010 | 2018 |
| ---- | ---- | ---- | ---- | ---- | ---- | ---- | ---- | ---- | ---- | ---- | ---- | ---- | ---- |
| 724  | 1273 | 1910 | 1520 | 1456 | 1561 | 1205 | 1129 | 1262 | 1271 | 647  | 560  | 546  | 441  |

Национальный состав села - татары.

## Экономика
Полеводство, молочное скотоводство.

## Социальная инфраструктура
Средняя школа, дом культуры, библиотека, детский сад, фельдшерско-акушерский пункт.

## Религиозные объекты
Мечеть.